# 若泽·德·白朗谷
若泽·德阿泽维多·卡斯特洛·白朗谷（1852年10月5日—1923年3月24日），是葡萄牙的外交官、政治家、医生、作家，曾担任驻清朝公使。
他曾就讀於哥英布拉大學醫學院。
他於1900年6月25日任里斯本區民政總督，次年12月7日卸任。
1903年獲委任為首任不由澳門總督兼任的葡萄牙駐華公使。

## 外部連結
- Estudo d'uma cabeça / Entrevista com o Sr. Conselheiro José d'Azevedo Castello Branco, por Joaquim Leitão, A Entrevista - Sem santo nem senha, N.º 9, 8 de Janeiro de 1914 （页面存档备份，存于）（葡萄牙語）